# Američan v Paříži
Američan v Paříži (v anglickém originále An American in Paris) je americký filmový muzikál z roku 1951. Produkovala ho společnost MGM. Byl inspirován stejnojmennou jazzovou symfonickou básní George Gershwina z roku 1928, která byla spolu s dalšími Gershwinovými skladbami také použita jako hudební podkres filmu (texty hudbu vybavil Gershwinův bratr Ira, který skladby zesnulého bratra pro film také propůjčil). Režisérem snímku byl Vincente Minnelli, scénář napsal Alan Jay Lerner. Hlavní hereckou a taneční hvězdou byl Gene Kelly, jeho hlavní ženskou partnerkou byla francouzská herečka Leslie Caronová, pro niž to znamenalo filmový debut. Kelly byl rovněž choreografem tanečních sekvencí. Snímek je ikonickým produktem "klasického Hollywoodu". V roce 1952 získal Oscara pro nejlepší film a vedle toho tvůrci snímku posbírali dalších pět sošek Akademie (za původní scénář, barevnou kameru, muzikálovou hudbu, výpravu a kostýmy). Ve stejném roce film získal i Zlatý globus za nejlepší film. Americký filmový institut roku 2006 film vyhlásil 9. nejlepším filmovým muzikálem historie.
Snímek vypráví jednoduchý příběh amerického malíře a válečného veterána Jerryho žijícího v Paříži, který se zamiluje do mladé Francouzsky Lise. V cestě k sobě jim ale brání to, že Lise je již zasnoubená s kabaretním zpěvákem Henrim, jehož ve filmu ztvárnil francouzský zpěvák Georges Guétary.
Legendární je závěrečná "snová scéna", sedmnáctiminutové baletní číslo Američan v Paříži bez dialogů odehrávající se v kulisách navržených ve stylu různých francouzských umělců (Renoir, Rousseau, Toulouse-Lautrec aj.). Natáčení této jediné baletní sekvence stálo téměř půl milionu dolarů a natáčelo se ve 44 scénách, ve studiích MGM. Tam byl vytvořen celý film, navzdory názvu se nenatáčelo v Paříži. Klasickým se stalo i taneční číslo se židlí, které mělo potíže s cenzurou jako "příliš erotické". Ke slavným písním z filmu patří I Got Rhythm. Často kritizovaným prvkem filmu je nepravděpodobný happy end, kdy Henri v poslední scéně odevzdává svou přítelkyni Jerrymu, když pochopí, jak velká je jejich láska. Přesto na agregátoru recenzí Rotten Tomatoes si Američan v Paříži drží skóre 95 %, na základě 101 recenzí.
Film byl mnohokrát různým způsobem citován, například v muzikálu La La Land z roku 2016. Režisér tohoto snímku Damien Chazelle ironicky poznamenal, že Američana v Paříži doslova "vyndrancoval".